# Anostomoides laticeps
Anostomoides laticeps är en fiskart som först beskrevs av Eigenmann 1912.  Anostomoides laticeps ingår i släktet Anostomoides och familjen Anostomidae. Inga underarter finns listade i Catalogue of Life.